# La Bretonnière-la-Claye
La Bretonnière-la-Claye là một xã ở tỉnh Vendée trong vùng Pays de la Loire. Xã này có diện tích 16,48 km2, dân số năm 2006 là 614 người.
Danh xưng dân địa phương trong tiếng Pháp là Bretons .

## Biến động dân số
| Năm | 1962 | 1968 | 1975 | 1982 | 1990 | 1999 | 2006 |
| --- | ---- | ---- | ---- | ---- | ---- | ---- | ---- |
| Dân số | 301  | 332  | 295  | 325  | 403  | 442  | 614  |
| From the year 1962 on: No double counting—residents of multiple communes (e.g. students and military personnel) are counted only once. |      |      |      |      |      |      |      |